# 장항화물역
장항화물역(Janghanghwamul station, 長項貨物驛)은 충청남도 서천군 장항읍에 위치한 장항화물선의 철도역이었다.
본래 장항선의 종착역이었으나, 장항선 개량 및 연장으로 그 기능을 상실하였다. 2008년 1월 1일부로 여객 업무가 이 역에서 (신)장항역으로 이전되었기 때문에, 이 역에서는 여객과 화물을 취급하지 않는다. 이 역이 수행하였던 장항선의 그룹대표역으로서의 기능도 현재는 대천역과 군산역이 대신하고 있다. 2019년 5월 1일, 서천군에서 이 역을 ‘장항도시탐험역’이라는 이름의 문화공간으로 리모델링하여 개장하였다. 리모델링 후 역사 내에 카페, 푸드코트 등이 들어섰다.

## 연혁
- 1930년 11월 1일: 장항역(長項驛)이라는 역명, 보통역으로 영업 개시[2]
- 1976년 5월 20일: 역사 신축 착공
- 1976년 9월 15일: 역사 신축 준공
- 1991년 10월 24일: 역사 증축
- 1991년 11월 25일: 새마을호 운행 개시
- 1998년 12월 1일 : 장항선 장항~천안 비둘기호 운행중단
- 2004년 4월 1일 : 장항선 통일호 운행중단
- 2005년: 그룹대표역으로 지정
- 2006년 5월 1일: 소화물취급 중지
- 2008년 1월 1일: 역명을 장항화물역(長項貨物驛)으로 개칭함과 동시에 여객열차 운행 중지[3], 무배치간이역으로 격하
- 2019년 5월 15일: 화물취급 중지[4]
- 2021년 1월 12일: 폐지[5]

## 지선
LS니꼬동제련(구 장항제련소)의 공장으로 이어지는 지선인 LS니꼬동제련선과 한솔제지 및 한라시멘트 공장으로 연결된 한솔제지선이 있다.

## 역 주변
- 장항시외버스터미널